# Sportåret 1819

## Händelser

### Boxning

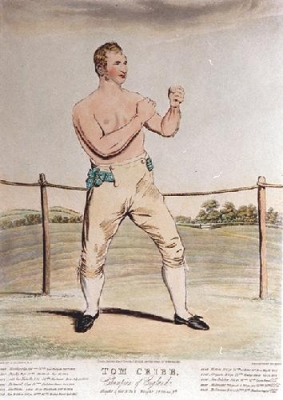
Tom Cribb.

- Tom Cribb behåller den engelska mästerskapstiteln i tungvikt, men inga matcher finns registrerade för honom under året.[1]

- 12 februari – Jem Ward besegrar Jack Murray i Shadwell Fields. Matchen varar i 45 minuter.[2]

- 16 mars – Tom Hickman besegrar Peter Crawley i Moulsey Hurst. Matchen varar i 13 och en halv minut över 13 ronder.[3]

- 4 maj – Tom Spring besegrar Jack Carter i Crawley Downs. Matchen varar i en timme och 55 minuter över 71 ronder.[4]

- 4 juli – Jem Ward besegrar Nick Murphy i Barking. Matchen varar i 35 minuter.[2]

- 20 december – Tom Spring besegrar Ben Burn i Wimbledon. Matchen varar i 18 minuter över elva ronder.[4]